# Volo Linee Aeree Italiane 451
Il volo Linee Aeree Italiane 451 era un volo passeggeri internazionale da Parigi, Francia, a Shannon, Irlanda. Il 24 novembre 1956, un Douglas DC-6B operante la rotta precipitò al suolo poco dopo il decollo dall'aeroporto di Parigi Orly. Dei 35 a bordo, solo una persona sopravvisse.

## L'aereo
Il velivolo coinvolto era un Douglas DC-6B, marche I-LEAD, numero di serie 45075, numero di linea 731. Volò per la prima volta nel 1956 ed era equipaggiato con 4 motori radiali Pratt & Whitney R-2800.

## Passeggeri ed equipaggio
Nel disastro persero la vita 34 persone. Di queste 24 erano passeggeri: Elaine Banfi, Catello Ferreri, Paolina Fera Minozzi, Majorie Paris, Renato Carniato, Betty Urban, Giliberto Splendido, Emma Di Leo, Nicko's Di Leo, Toni Di Leo, Saverio Muto, Mildred Kaldor, Rosetta Fano, Guido Cantelli, Vivian Shzetz, Carol Shzetz, Sarah Merrina, Olga Merrina, Antonietta Merrina, Pietro Bracchi, Can Onder, Roy Cox, Renzo Paoletti, Niccodemo Finamore (motorista della LAI). Concetta Finamore, moglie di Niccodemo, sopravvisse all'incidente.
I dieci membri dell'equipaggio periti furono: Attilio Vazzoler (comandante), Franco Pellizzari (primo ufficiale), Francesco Bertelli (secondo pilota), Luigi Pingitore (secondo pilota), Franco Testori (capo marconista), Luigi Monesi (motorista capo), Pietro Cecchini (motorista di prima), Giuseppe Annibali (assistente di volo), Vittorio Fragano (assistente di volo), Dina Paoluzzi (hostess).

## L'incidente
Nella notte fra il 23 e 24 novembre del 1956, 11 minuti dopo la mezzanotte, un DC-6 della compagnia Linee Aeree Italiane, in volo dall'aeroporto di Parigi Orly con destinazione l'aeroporto Internazionale di Shannon, precipitò al suolo circa seicento metri dopo la fine della pista 26, dalla quale era appena decollato, schiantandosi contro una casa e provocando la morte immediata di 33 delle 35 persone presenti a bordo. Due persone vennero trovate in vita tra i detriti. Il volo era parte del tragitto Roma-New York, che prevedeva scali intermedi a Parigi e Shannon. Un incendio si sviluppò subito dopo la caduta.

## Le indagini
La perdita di quota del velivolo subito dopo il decollo fu la causa principale dell'incidente. Non venne trovata alcuna spiegazione per questa perdita di quota. Nonostante le normative in vigore fossero state osservate, la presenza di ostacoli non segnalati nel percorso di decollo, ovvero la casa contro cui l'aereo si era schiantato, costituì un fattore aggravante. La causa iniziale e diretta dell'incidente rimane sconosciuta.